# 杭州市公益中学
杭州市公益中学位于中华人民共和国浙江省杭州市西湖區文二西路698号，建于1995年5月，老校区占地面积30亩。新校区占地100余亩。

## 简介
学校隶属于杭州市十三中教育集团，建筑面积1.1万平米，绿化面积6400平米；有100位教职工，27个教学班，1080位学生。